# ژانگ ژیدانگ
ژانگ ژیدانگ (انگلیسی: Zhang Zhidong؛ زادهٔ ۱۹۷۲) کارآفرین، سرمایه‌دار و مدیر ارشد اجرایی اهل چین است، که بعنوان سهامدار شرکت تنسنت فعالیت می‌کند.